# 北美洲各國最低合法性交年齡

加拿大、美國、墨西哥各國的最低合法性交年齡
青春期
12
13
14
15
16
17
18

中美洲的最低合法性交年齡

加勒比地區的最低合法性交年齡

北美洲各國最低合法性交年齡因國家以及各地區司法規定而有差異。
加拿大的最低合法性交年齡為16歲。而美國各州的限制為16~18歲之間。墨西哥的最低合法性交年齡相當複雜。通常，墨西哥有一個「主要」的最低合法性交年齡限制(通常不能低於12歲)，如果與低於規定年齡的人性交將違法。 但是成年人與未滿18歲的人性交則處於法律的灰色地帶。通常法律會針對強姦行為做出懲處，不過還是會依照不同狀況採取不同解釋。
中美洲各國的最低合法性交年齡在15歲到18歲之間。
下表依照北美洲國家和地區列表中所列的各國家或地區的最低合法 性交年齡。

## 概觀
最低合法性交年齡的意旨為個人必須到達該年齡才能合法進行性行為。性行為雙方也都必須在該合法年齡以上。在某些特殊情況，如結婚的雙方中，其中一方未到達該年齡，或是雙方皆未成年等等，法律會採取較彈性的方式處理。大部分的情況下，個人與未達最低合法性交年齡的個人性交，法律通常會視做強姦罪或性侵罪等，並依照各國不同的法律規定給予懲處。

## 各國列表
| 國家或地區           | 異性戀                                                                                       | LGBT                                                                                         | 備註                                                                       |
| -------------------- | -------------------------------------------------------------------------------------------- | -------------------------------------------------------------------------------------------- | -------------------------------------------------------------------------- |
| 安地卡及巴布達       | 16                                                                                           | 違法                                                                                         |                                                                            |
| 安圭拉               | 16                                                                                           | 16                                                                                           |                                                                            |
| 阿魯巴               | 15                                                                                           | 15                                                                                           | 依照荷蘭LGBT權益的法律下合法                                               |
| 巴哈馬               | 16                                                                                           | 18                                                                                           |                                                                            |
| 巴貝多               | 16                                                                                           | 違法                                                                                         |                                                                            |
| 貝里斯               | 16                                                                                           | 女性 違法; 男性                                                                              |                                                                            |
| 百慕達               | 16                                                                                           | 女性16; 男性18                                                                               |                                                                            |
| 英屬維京群島         | 16                                                                                           | 16                                                                                           |                                                                            |
| 加拿大               | 12-15; 有限制同意 16; 原則下同意 18; 肛交                                                    | 12-15;有限制同意 16;原則下同意 18; 肛交                                                      | 某些省分禁止肛交                                                           |
| 開曼群島             | 16                                                                                           | 16                                                                                           |                                                                            |
| 荷蘭加勒比區         | 16                                                                                           | 16                                                                                           | 依照荷蘭LGBT權益的法律下合法                                               |
| 克利珀頓島           | 15                                                                                           | 15                                                                                           | 遵照法國政府的法律                                                         |
| 哥斯大黎加           | 15                                                                                           | 15                                                                                           |                                                                            |
| 古巴                 | 16                                                                                           | 16                                                                                           |                                                                            |
| 古拉索               | 15                                                                                           | 15                                                                                           |                                                                            |
| 多米尼克             | 16                                                                                           | 違法                                                                                         |                                                                            |
| 薩爾瓦多             | 15-17; 有限制同意 18; 原則下同意                                                             | 18                                                                                           |                                                                            |
| 格陵蘭               | 15                                                                                           | 15                                                                                           | 依照丹麥LGBT權益合法                                                       |
| 格瑞那達             | 16                                                                                           | 16                                                                                           |                                                                            |
| 瓜德羅普             | 15                                                                                           | 15                                                                                           | 依照法國LGBT權益合法                                                       |
| 瓜地馬拉             | 18                                                                                           | 18                                                                                           |                                                                            |
| 海地                 | 18                                                                                           | 18                                                                                           |                                                                            |
| 宏都拉斯             | 15                                                                                           | 15                                                                                           |                                                                            |
| 牙買加               | 16                                                                                           | 16; 女性 男性違法                                                                            |                                                                            |
| 馬丁尼克             | 15                                                                                           | 15                                                                                           | 依照法國LGBT權益合法                                                       |
| 墨西哥               | 聯邦法12歲；一般同意為18歲；某些州/聯邦區:青春期-17歲；某些州有限制同意16-18歲；某些州無限制 | 聯邦法12歲；一般同意為18歲；某些州/聯邦區:青春期-17歲；某些州有限制同意16-18歲；某些州無限制 | 墨西哥聯邦法僅做事實上規定，墨西哥各州可自行設立法律限制，不必依照聯邦法。 |
| 蒙哲臘               | 16                                                                                           | 16                                                                                           |                                                                            |
| 尼加拉瓜             | 17                                                                                           | 17                                                                                           |                                                                            |
| 巴拿馬               | 14-17歲有限制同意； 18歲原則上同意                                                           | 14-17歲有限制同意； 18歲原則上同意                                                           |                                                                            |
| 波多黎各             | 16                                                                                           | 16                                                                                           | LGBT權遵照美國法律進行                                                     |
| 聖克里斯多福及尼維斯 | 16                                                                                           | 16; 女性 違法; 男性                                                                          |                                                                            |
| 聖露西亞             | 16                                                                                           | 16; 女性 違法                                                                                |                                                                            |
| 聖文森及格瑞那丁     | 15                                                                                           | 違法                                                                                         |                                                                            |
| 荷屬聖馬丁           | 15                                                                                           | 15                                                                                           |                                                                            |
| 千里達及托巴哥       | 16                                                                                           | 違法                                                                                         |                                                                            |
| 美國本土             | 聯邦法最低為12歲；有限制同意，各州12-17歲；原則下同意，各州16-18歲                           | 聯邦法最低為12歲；有限制同意，各州12-17歲；原則下同意，各州16-18歲                           | 美國採取聯邦法以及州法，各州可以自行規定最低同意法律。                     |
| 美屬維京群島         | 有限制同意13-17歲；原則下同意18歲                                                            | 有限制同意13-17歲；原則下同意18歲                                                            | LGBT 權在美國合法前就已經先合法。                                          |

## 安地卡及巴布達
安地卡及巴布達的最低合法性交年齡為16歲。根據1995年制訂的刑法，與14歲到未滿16歲的人性交將處刑。

## 安圭拉 (英屬)
安圭拉的最低合法性交年齡為16歲。 

## 阿魯巴
阿魯巴的最低合法性交年齡為15歲。

## 巴哈馬
巴哈馬的異性戀最低合法性交年齡為16歲，而同性戀的最低合法性交年齡為18歲。這是依據1991年通過的同性戀合法化。然而同性戀於「公開場合」性交得面對20年的刑期。

## 巴貝多
巴貝多的最低合法性交年齡為16歲。

## 貝里斯
貝里斯的最低合法性交年齡為16歲。 男同性戀則被視為犯罪(無年齡限制)。

## 英屬維京群島
英屬維京群島的最低合法性交年齡為16歲，無論性傾向或是性別。

## 加拿大
根據2008年5月1日修訂的「暴力犯罪法」(Tackling Violent Crime Act)，將最低合法性交年齡從14歲改成16歲。
針對青少年的性交有兩種情況下將不受起訴，其一為12、13歲的青少年與性交的另一方的年齡在兩歲之內；14或15歲的青少年與性交的另一方的年齡在五歲之內。

### 肛交
根據加拿大刑法159條規定肛交是犯罪行為。但是不限定在丈夫與妻子，以及兩名18歲以上成年人之間進行。除此之外，禁止肛交進行時有第三人在場，以及禁止在私人場所以外的地方進行肛交。不過，安大略省，魁北克省,以及 亞伯達省各法院已經獨立宣布159條違反加拿大權利與自由憲章中的自由平等條款。

## 開曼群島 (英屬)
開曼群島的最低合法性交年齡為16歲。

## 荷蘭加勒比區
荷蘭加勒比區的最低合法性交年齡為16歲。

## 克利珀頓島 (法屬)
克利珀頓島 是一個位於太平洋東岸，約只有3.5平方公里的環礁，上面無人居住，目前由法國政府宣稱所有。目前尚未明确。如果適用法律也將依循法國的法律處理。詳見歐洲各國最低合法性交年齡中關於法國的規定。

## 哥斯大黎加
根據2004年的哥斯大黎加刑法，最低合法性交年齡為15歲。

## 古巴
古巴的最低合法性交年齡為16歲。

## 古拉索 (荷屬)
古拉索的最低合法性交年齡為15歲。該地區的法律依循荷蘭法律進行。
針對12-15歲的青少年違反性交的處置方式，將召開一個由家長、教師或是監護人之間組成的聽證會進行調解。

## 多米尼克
多米尼克的最低合法性交年齡為16歲。

## 多明尼加
多明尼加的最低合法性交年齡為18歲。

## 薩爾瓦多
薩爾瓦多的最低合法性交年齡為18歲。(但是法律並沒有針對15到18歲之間的青少年提出明確的規範)。

## 格陵蘭 (丹麥所屬)
格陵蘭屬於丹麥，因此關於最低合法性交年齡也依照丹麥法律處理。詳見歐洲各國最低合法性交年齡中關於丹麥的規定。

## 格瑞那達
格瑞那達的最低合法性交年齡為16歲。如果對方小於14歲，將處30年的徒刑，對方在14歲到16歲之間則處15年的徒刑。

## 瓜德羅普 (法屬)
詳見歐洲各國最低合法性交年齡中關於法國的規定。

## 瓜地馬拉
瓜地馬拉的最低合法性交年齡為18歲。

## 海地
海地的最低合法性交年齡為18歲。

## 宏都拉斯
宏都拉斯的最低合法性交年齡為15歲。對於15到18歲之間的女性性交將以強姦罪論處。

不過在15歲到18歲之間的性行為依然有限制。年紀較大的一方使用詐術對15歲到18歲的青少年性行為，將可以強姦罪論處。</ref>

## 牙買加
牙買加的最低合法性交年齡為16歲。

## 馬丁尼克 (法屬)
詳見歐洲各國最低合法性交年齡中關於法國的規定。

## 墨西哥

### 法律限制
在墨西哥，犯罪行為將會觸犯聯邦法以及州法。聯邦法規定最低合法性交年齡為12歲，但真正能不受限制性交年齡為18歲。(與12-18歲之間的人性交雖然不觸犯法律，但是在某些情況下仍然會遭到起訴)。地方州法可以取代聯邦法，在實際狀況下，由州政府司法單位自行決定是否要起訴。
而而州的規定，從最低的12歲(少數州以青春期為單位)到15歲之間，而大部分不受限制的合法性交年齡通常在16歲到18歲之間(最多的為18歲)。

### 誘姦罪
誘姦罪(Estupro)是普遍存在墨西哥的犯罪行為，這個名詞也使用在其他的拉丁美洲國家。雖然墨西哥各州的定義不盡相同，通常指稱為誘騙接近18歲(通常是16或17歲)的青少年進行性交。傳統上來說，誘姦這個詞是指針對青少女的強姦行為，並且帶有要求女性「守貞」的概念。現在墨西哥各州都已經刪除了關於守貞等詞彙，並且讓法條兩性平等。

### 聯邦法
根據墨西哥聯邦刑法261條 Federal Criminal Code (PDF) 規定：「任何人意圖與未滿12歲的人性交或是意圖與因任何情況下無法抵抗的人性交，將處以2到5年徒刑。」 如果使用暴力威脅，則加重徒刑。
刑法262條則規定，如果使用詐術與12到18歲未成年人性交，則將可處3個月到4年的有期徒刑。不過必須由該未成年人的父母或是監護人進行告發。
延伸閱讀：
- (PDF) Official version - Mexican Chamber of Deputies website. (西班牙文)
- Copy in HTML/PDF, browsable by section (西班牙文)
- Interpol website (西班牙文)美國國會圖書館的存檔，存档日期2001-09-27)

### 地方法律
| 州名             | 最低合法性交年齡 (與未滿該年齡的人性交絕對犯罪) | 無限制的合法性交年齡 (與未滿這個年齡的人性交仍然開放起訴空間) | 性侵犯 (Violación equiparada)              | 誘姦 (Estupro)            |
| ---------------- | ----------------------------------------------- | ------------------------------------------------------------- | ------------------------------------------ | ------------------------- |
| 阿瓜斯卡連特斯州 | 12                                              | 16                                                            | 125                                        | 122                       |
| 下加利福尼亞州   | 14                                              | 18                                                            | 177（页面存档备份，存于）                  | 182（页面存档备份，存于） |
| 南下加利福尼亞州 | 12                                              | 18                                                            | 286（页面存档备份，存于）                  | 290（页面存档备份，存于） |
| 坎佩切州         | 12                                              | 18                                                            | 234                                        | 230                       |
| 恰帕斯州         | 12                                              | 18                                                            | 157 bis                                    | 155                       |
| 契瓦瓦州         | 14                                              | 18                                                            | 172                                        | 177                       |
| 科阿韋拉州       | 12                                              | 16                                                            | 386（页面存档备份，存于）                  | 394（页面存档备份，存于） |
| 科利馬州         | 14                                              | 18                                                            | 209（页面存档备份，存于）                  | 211（页面存档备份，存于） |
| 墨西哥城         | 12                                              | 18                                                            | 181 bis                                    | 180                       |
| 杜蘭戈州         | 14                                              | 18                                                            | 394                                        | 388                       |
| 瓜納華托州       | 12                                              | 16                                                            | 181                                        | 185                       |
| 格雷羅州         | 12                                              | 18                                                            | 140                                        | 145                       |
| 伊達爾戈州       | 12                                              | 18                                                            | 180                                        | 185                       |
| 哈利斯科州       | 12                                              | 18                                                            | 176                                        | 142-I                     |
| 墨西哥州         | 15                                              | 18                                                            | 273                                        | 271                       |
| 米卻肯州         | 12                                              | 16                                                            | 240                                        | 243                       |
| 莫雷洛斯州       | 12                                              | 18                                                            | 154                                        | 159                       |
| 納亞里特州       | 青春期                                          | 18                                                            | 260                                        | 258                       |
| 新萊昂州         | 14                                              | 18                                                            | 266                                        | 262                       |
| 瓦哈卡州         | 12                                              | 18                                                            | 247                                        | 243                       |
| 普埃布拉州       | 12                                              | 18                                                            | 272                                        | 266                       |
| 克雷塔羅州       | 12                                              | 18                                                            | 161（页面存档备份，存于）                  | 167（页面存档备份，存于） |
| 金塔納羅奧州     | 12                                              | 18                                                            | 127                                        | 130                       |
| 聖路易斯波托西州 | 12                                              | 16                                                            | 152                                        | 149                       |
| 錫那羅亞州       | 12                                              | 18                                                            | 180                                        | 184                       |
| 索諾拉州         | 12                                              | 18                                                            | 219                                        | 215                       |
| 塔巴斯科州       | 12                                              | 17                                                            | 150                                        | 153                       |
| 塔毛利帕斯州     | 12                                              | 18                                                            | 275                                        | 270                       |
| 特拉斯卡拉州     | 14                                              |                                                               | 221Archive.today的存檔，存档日期2013-02-21 |                           |
| 維拉克魯茲州     | 14                                              | 16                                                            | 182                                        | 185                       |
| 猶加敦州         | 13                                              | 16                                                            | 315                                        | 311                       |
| 薩卡特卡斯州     | 13                                              | 18                                                            | 237                                        | 234                       |

所有墨西哥各州(包括墨西哥市)的法律都能夠起訴未成年人與未成年人之間的性交，雖然實際上的起訴案例相當稀少，但是法律上針對未成年人的性交懲罰規定相當嚴格。
除此之外，針對「誘姦罪」(Estupro)的法律也可以適用在未成年人與未成年人之間。
某些墨西哥的地方司法機關會選擇性的起訴成年人與未成年人之間的性交案件，而不會起訴未成年人與未成年人之間的性交案件。

#### 聯邦區
聯邦區(墨西哥城)的最低合法性交年齡為12歲。是墨西哥合法性年齡最低的一個地區，也是等同於聯邦法規定的地區。不過違反法律的懲處相對嚴格。
根據聯邦區的法律規定Estatuto del Gobierno del Distrito Federal (PDF)(in Spanish) 第四十二條第12款，由聯邦區立法機關立法。

## 蒙哲臘 (英屬)
蒙哲臘的最低合法性交年齡為16歲。

## 尼加拉瓜
尼加拉瓜的最低合法性交年齡為18歲。不過針對16-17歲的青少年，並沒有明確的規範。

## 巴拿馬
巴拿馬的最低合法性交年齡為18歲。不過對於14~18歲的性交不完全犯法。

## 波多黎各
波多黎各的最低合法性交年齡為16歲。

## 聖克里斯多福及尼維斯
聖克里斯多福及尼維斯的最低合法性交年齡為16歲。

## 聖露西亞
聖露西亞的最低合法性交年齡為16歲。

## 聖文森及格瑞那丁
聖文森及格瑞那丁的最低合法性交年齡為15歲。與13到未滿15歲之間的人性交將處以至少五年的徒刑；與未滿13歲的人性交將處以終身徒刑。

## 荷屬聖馬丁
荷屬聖馬丁的最低合法性交年齡為15歲。
針對未成年人的起訴案，必須由家長，老師或監護人代為起訴。

## 千里達及托巴哥
千里達及托巴哥的最低合法性交年齡為16歲。

## 美國
美國是聯邦國家，由地方州法，各外地領土當地法律，以及聯邦法各級法律規範保護未成年人的關於性交的相關法律。不過這當中並沒有針對年齡或是性別上的限制。2003年6月26日，勞倫斯訴德克薩斯州案的因故，法院正式宣布美國性悖軌法無效。(但限制在非性交易，以及私人空間內)2005年的State v. Limon（页面存档备份，存于）案件中，美國堪薩斯州最高法院引用勞倫斯案，宣布「羅密歐與茱麗葉條款」中不該只適用於異性戀，也應該適用於同性戀之間。

### 歷史
目前美國各州規定的最低合法性交年齡在16~18歲之間，不過在過去相當不同。1880年，美國各州大部分的最低合法性交年齡在10歲到12歲之間，而德拉瓦州則是7歲。到19世紀晚期以及20世紀早期才開始漸漸提高年齡限制。一直到數十年前，美國許多州仍然將女性守貞視為重要存在，因此青少女的性行為被視作犯罪。1998年，密西西比州成為最後一個將該條款刪除的州。2005年起，美國各州開始啟用潔西卡法案，針對未滿12歲兒童性侵犯的刑期大幅延長(通常是至少25年的徒刑以及終身的電子監控)。2008年，美國最高法院針對Kennedy v. Louisiana（页面存档备份，存于） 的案件，宣布兒童性侵犯死刑的法律違憲。

### 聯邦法
{Chapter 117, 18 U.S.C. 2422(b)}（页面存档备份，存于） 禁止使用郵寄信件或是其他通訊服務，如電話或是網路等方式引誘或說服未成年人從事性行為。

### 美國軍人針對婦女以及戰俘的規定
根據美國軍法120條規定，允許美國軍隊成員以及戰俘，與16歲以上結婚，特別許可外則可以與12~15歲人結婚。

### 州法
美國各州(包括華盛頓哥倫比亞特區)個別制定最低合法性交年齡。通常都在16、17、18歲之間。最常見的則是16歲。
- 最低合法性交年齡16歲：(31州)  阿拉巴馬州，阿拉斯加州，阿肯色州，康涅狄格州，哥倫比亞特區，佐治亞，夏威夷，印第安納州，愛荷華州，堪薩斯州，肯塔基州，緬因州，馬里蘭州，馬薩諸塞州，密歇根州，明尼蘇達州，密西西比州，蒙大拿，內布拉斯加，內華達，新罕布什爾，新澤西，北卡羅來納，俄亥俄州，俄克拉荷馬州，賓夕法尼亞州[a]，羅得島州，南卡羅來納州，南達科他州，佛蒙特州，華盛頓州，西弗吉尼亞州。
- 最低合法性交年齡17歲：(8州): 科羅拉多，伊利諾伊州，路易斯安那州，密蘇里州，新墨西哥州，紐約，德克薩斯州，懷俄明州。
- 最低合法性交年齡18歲：(11州): 亞利桑那州，加利福尼亞州，特拉華州，佛羅里達州，愛達荷州，北達科他州，俄勒岡州，田納西州，猶他州，弗吉尼亞州，威斯康星州。

## 美屬維京群島
美屬維京群島的法律(Paraphrasing Virgin Islands Code: V.I.C. § 1700-1709 Virgin Islands Code)
and appeals records Francis vs. VI
規定最低合法性交年齡為18歲。不過如果是青少年之間的性交，16~17歲的青少年與不大於15歲之間的對象；13~15歲與不大於16歲之間的對象之間的性交行為將不起訴。

## 備註
1. ↑  雖然說可以與滿16歲以上的人性交，但是賓州的檢察單位還是可以針對成年人與未滿18歲人的性交起訴，如果成年人與16，17歲的人性交將是一個輕罪。[52]- 參見 the section about Pennsylvania

## 延伸閱讀
- Noble, Kevin Maillard. "The Mysterious Age of Consent in Establishing Who Is an Adult（页面存档备份，存于）". The New York Times. May 28, 2012. Updated June 12, 2012.

## 外部連結
- FBI website—解釋各種涉及未成年人的犯罪